# Naganuma, Hokkaido
Naganuma (長沼町 Naganuma-chō?) este un oraș⁠(d) situat în subprefectura Sorachi⁠(d), Hokkaido, Japonia.
În septembrie 2016, orașul avea o populație estimată de 11.262 de locuitori și o densitate de 67 de persoane pe km2. Suprafața totală este de 168,36 km2. 